# Flemingia wangkae
Flemingia wangkae là một loài thực vật có hoa trong họ Đậu. Loài này được Craib miêu tả khoa học đầu tiên.